# Зейн бинт Хусейн
Зейн бинт Хусейн (араб. زين بنت حسين‎; род. 23 апреля 1968, Амман) — принцесса Иордании, младшая сестра короля Абдаллы II.

## Биография
Зейн бинт Хусейн родилась 23 апреля 1968 года в семье короля Хусейна ибн Талала и его жены, королевы Муны аль-Хусейн, её сестра-близнец принцесса Айша. Получила образование в Вестоверской школе, где была капитаном волейбольной команды.
В 1997 году Зейн бинт Хусейн стала управляющей нового здания приюта для детей-сирот, который был построен по приказу её отца.
В 2013 году она посетила Детскую больницу в Майами, где была продемонстрирована программа телемедицины.

## Семья
Замужем за Маджи Аль-Салехом, в браке с которым у неё двое детей: разнополые близнецы Джафар и Джумана (род. 1990), а также пара воспитывает приёмную дочь Тахани Аль-Шахва.